# Heradion naiadis
Heradion naiadis är en spindelart som beskrevs av Pakawin Dankittipakul och Rudy Jocqué 2004. Heradion naiadis ingår i släktet Heradion och familjen Zodariidae.
Artens utbredningsområde är Thailand. Inga underarter finns listade i Catalogue of Life.